# Gwendolyne (álbum)
Gwendolyne es el segundo álbum de estudio de Julio Iglesias lanzado en 1970 bajo el Sello Columbia contiene una de las canciones más famosas y uno de sus éxitos del cantante Gwendolyne con la que se presentó en el 
Festival de Eurovisión 1970.

## Lista de canciones
1. Gwendolyne 2:48
2. Pequeñas Colinas Verdes 2:57
3. Voy Siguiendo Mi Camino 4:02
4. Pequeñas Manzanas Verdes 3:46
5. Sentado a Beria Do Caminho 3:38
6. A veces pregunto al Viento 3:40
7. Cuando Vuelva a Amanecer 4:19
8. Raindrops Keep Falling On My Head 2:57
9. En un Burrito Orejón 2:27
10. Ese Día Llegara 3:13
11. Cantándole al Mar 3:17

- Datos: Q3780152